# Mini PC
 (septembre 2020).
 (septembre 2020).
Si vous disposez d'ouvrages ou d'articles de référence ou si vous connaissez des sites web de qualité traitant du thème abordé ici, merci de compléter l'article en donnant les références utiles à sa vérifiabilité et en les liant à la section « Notes et références ».
Un mini PC (ou SFF, small form factor) est un ordinateur compatible PC de petite taille (10 à 20 cm de large, 10 à 20 cm de long, 3 à 5 cm d'épaisseur) conçu pour le besoin basique de consultation grand public du web en liaison filaire ou sans fil, le multimédia et pour le nomadisme commercial des entreprises. Il est utilisé aussi comme seconde machine bureautique chez des particuliers. Sa très faible consommation électrique et son absence de pièces mobiles le rendent intéressant en domotique.
Ces PC peuvent être de petite taille par le fait que les anciens équipements standards des PC (lecteur de disquette, lecteur de disque optique, cartes d'extension) ne sont plus nécessaires, d'autres technologies étant utilisées en lieu et place (mémoire flash, réseau, extensions sur bus USB). Cette rupture avec les supports magnétiques permet sans risque de remplacer les vis de montage des parois externes par des aimants, facilitant les extensions.

## Technologie
La création de mini PC a été rendue possible par la miniaturisation du matériel informatique et surtout par la généralisation des réseaux Wi-Fi ou Bluetooth :
- carte mère intégrant carte graphique, carte son, carte réseau. Les formats ITX micro, nano et pico sont appropriés ;
- disque dur compact (3,5" et 2,5") de faible consommation ou SSD, voire eMMC, et souvent carte SD externe. Certains modèles disposent d'un emplacement M.2 ; la connexion d'un SSD externe en USB3 est parfois utile[1] ;
- microprocesseur pour ordinateur portable consommant moins d'énergie et chauffant moins ;
- Wi-Fi et Bluetooth disponibles dans les lieux de grand passage (gare, aéroport, ville, camping, hôtel, grand magasin, etc.), dans beaucoup de foyers (grâce notamment aux opérateurs internet et téléphone) et dans les entreprises (pour échapper à la coûteuse installation de réseaux filaires).

Le facteur de forme des mini PC est souvent très inspiré de celui du Mac mini et de l'Apple TV sortis en 2005 et 2006.

## Commercialisation
Le mini PC est vendu soit en barebone (squelette comprenant le boîtier et la carte mère, le bloc de l'alimentation peut être externe), soit en configuration complète prête à l'emploi (avec système d'exploitation). De par sa taille, le mini PC n'est pas destiné à évoluer une fois monté (composants spécifiques et peu accessibles) aussi les constructeurs proposent-ils quelques options, avant la commercialisation et dans une limite assez faible de par la compacité de la machine (choix du microprocesseur, de la quantité et parfois du type de mémoire vive, du disque dur ou SSD, de composant réseau (Bluetooth, Wi-Fi, réseau câblé), voire du système d'exploitation).

## Avantages
Le mini PC a des caractéristiques attractives pour les entreprises (son côté économique et limité) et pour les particuliers qui peuvent notamment l'utiliser en PC de salon (ordinateur placé dans le salon, connecté à un téléviseur pour profiter des avantages multimédia des ordinateurs : jeux vidéo, films, montage vidéo, Juke-box, etc.). Un support VESA (en général fourni avec l'appareil) permet de le fixer au dos d'un téléviseur, ce qui cache les câbles. Cet ordinateur est doté de liaisons sans fil (Bluetooth, Wi-Fi…) permettant sa télécommande.
- Nomadisme à toute épreuve (capacité Wi-Fi, Bluetooth, etc.).
- Absence de bruit pour les modèles peu puissants, dépourvus de ventilateurs de refroidissement (fanless), les autres ont des petits ventilateurs assez silencieux.
- Basse consommation électrique (typiquement une quinzaine de watts, grâce notamment aux microprocesseurs gravés en 14 ou 10 nm), d'où un faible coût de fonctionnement permanent[2] ; un usage en télésurveillance, combiné à un modem 4G, restait donc économique. Les prix explosent cependant depuis 2022[3].
- Connectique souvent assez fournie.
- Faible encombrement. Un mini PC s'emporte partout où l'on sait pouvoir trouver clavier, souris et écran.
- Usage adapté au cotravail : tous les emplacements de travail banalisés étant équipés d'écran, clavier et souris, il suffit de transporter entre domicile et bureau son mini PC dans son porte-documents avec tout son environnement plutôt qu'un disque dur externe.
- Prix moins élevé que celui des ordinateurs classiques.
- Esthétique généralement plus soignée que celle d'un PC ordinaire (multi-couleur et enjoliveur).

## Inconvénients

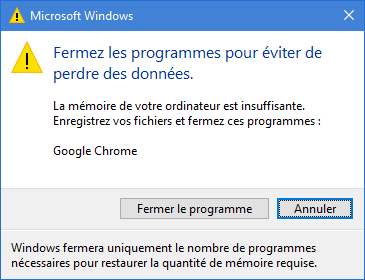
Fenêtre classique sur les mini PC Windows 10 dotés de 2 Go de RAM seulement (en général des modèles Atom bénéficiant d'une tarification OEM particulière).

- Puissance plus faible du processeur et de l'alimentation[4].
- Certains modèles Atom de 2 Go aux prix d'appel attractifs se montrent délicats d'usage avec des applications simultanées ou des fenêtres simultanées sur une même application (voir ci-contre).
- Système d'exploitation plus simple (bien que la plupart des mini PC équipés de Z8350, Z8300, J3160, N3450 et N4200 soient équipés d'usine d'un Windows 10, version home complète, et certains d'un Windows 10 professionnel activé officiellement).
- Ne permet pas une utilisation toujours confortable de logiciels gourmands en ressources (suite, dessin, etc.).
- Écran et clavier de petite taille convenant seulement à la consultation de pages web ou de texte.[réf. nécessaire]
- Quasi-impossibilité de le faire évoluer (cartes graphique et son intégrées à la carte mère). Possibilité sur certains modèles d'ajouter un SSD M.2.
- Ajout de mémoire limité.[réf. souhaitée] On constate que plusieurs modèles à base de Z8300, selon Intel limités à 2 Go[5], ont bénéficié d'un tarif de Windows 10 permettant de vendre le système complet pour un prix voisin d'une licence Windows 10 seule. La concurrence d'Android, gratuit, a pu jouer dans ce choix commercial de Microsoft.
- Connexions USB pour périphériques externes souvent dédiés (l'auto-alimentation est limitée : un SSD externe sera supporté, mais pas toujours un disque dur externe — même de 2,5 pouces —, un lecteur Blu-ray, ou un graveur DVD).

## Fabricants et motorisations

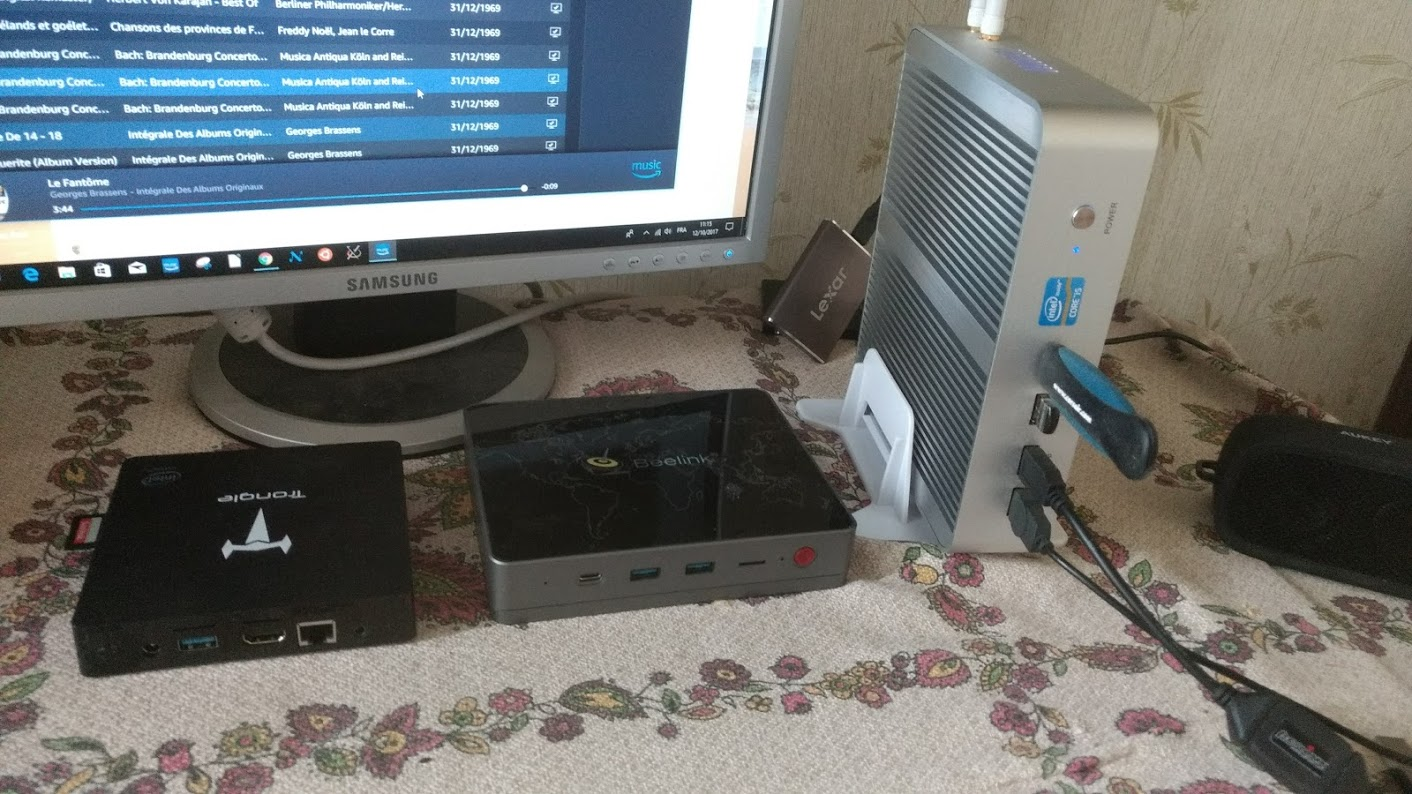
PC Atom Z5-8350 à 2 Go, mini PC équipé de Celeron N3400 4 Go et mini PC avec un Core i5 6360U 16 Go (de gauche à droite). Tous ont un refroidissement passif.

Le mini PC est fabriqué par les marques traditionnelles de l'informatique (Acer, Asus, Intel, MSI, Zotac, etc.) et par des compagnies chinoises spécialisées sur ce produit qui fleurissent chaque mois du fait du succès de ces machines à faible coût (Beelink, CHUWI, Minis Forum).
| Nom    | Catégorie        | Passmark Multithread | Passmark Monothread | Consommation (W) |
| ------ | ---------------- | -------------------- | ------------------- | ---------------- |
| Z8300  | Atom             | 1 203                | 388                 | 4                |
| Z8350  | Atom             | 1 063                | 311                 | 4                |
| J3160  | Braswell         | 1 832                | 520                 | 6                |
| N3450  | Apollo Lake      | 1 800                | 714                 | 6                |
| Z8700  | Atom             | 1 910                | 551                 | 4                |
| N4200  | Apollo Lake      | 2 019                | 852                 | 6                |
| 6100U  | Core i3 ULV (en) | 3 873                | 1 332               | 15               |
| 6200U  | Core i5 ULV      | 3 984                | 1 500               | 15               |
| 6360U  | Core i5 ULV      | 4 360                | 1 596               | 15               |
| 3300U  | Ryzen 3          | 5 871                | 1 869               | 15               |
| 10510U | Core i7 ULV      | 6 972                | 2 409               | 15               |
| 1065G7 | Core i7 10nm     | 10 316               | 2 625               | 15               |
| 4500U  | Ryzen 5          | 11 314               | 2 477               | 15               |
| 4600U  | Ryzen 5          | 14 429               | 2 489               | 15               |
| 8550U  | Core i7 ULV      | 8 119                | 2 079               | 25               |
| 8565U  | Core i7 ULV      | 8 864                | 2 332               | 25               |
| 5800U  | Ryzen            | 19 660               | 3 140               | 10 à 25          |

Les valeurs pour les processeurs de plus de 15 W sont données principalement à titre de comparaison. Leurs puissances se justifient pour faire tourner des suites bureautiques lourdes, de grandes feuilles de calcul ou des graphiques vectoriels, mais ces modèles demandent parfois d'être refroidis par des ventilateurs. Il existe des exceptions comme les Partaker B10 et B11, ou encore les Hystou, tous fanless, au coût de l'abandon du Bluetooth intégré (car leur refroidissement passif demande un châssis 100 % aluminium, raison pour laquelle leurs antennes Wi-Fi sont externes).

## 2022
- La concurrence pousse quelques fabricants à se démarquer en créant des modèles insolites[7].
- La gravure en 7 nm permet de garder une consommation de 15 W pour des scores de Passmark à cinq chiffres[8].
- Les N100 Alder Lake offrent un Passmark de 5547 avec une consommation de 6 W[9]